# Psychoda squamipleuris
Psychoda squamipleuris är en tvåvingeart som beskrevs av Satchell 1953. Psychoda squamipleuris ingår i släktet Psychoda och familjen fjärilsmyggor. Inga underarter finns listade i Catalogue of Life.